# Aire d'attraction de Saint-Jean-d'Angély
L'aire d'attraction de Saint-Jean-d'Angély est un zonage d'étude défini par l'Insee pour caractériser l’influence de la commune de Saint-Jean-d'Angély sur les communes environnantes. Publiée en octobre 2020, elle se substitue à l'aire urbaine de Saint-Jean-d'Angély, qui comportait 12 communes dans le dernier zonage qui remontait à 2010.

## Définition
L'aire d'attraction d'une ville est composée d’un pôle, défini à partir de critères de population et d’emploi ainsi que d’une couronne constituée des communes dont au moins 15 % des actifs travaillent dans le pôle. Le pôle d’attraction constitue ainsi un point de convergence des déplacements domicile-travail,.

## Type et composition
L’aire d'attraction de Saint-Jean-d'Angély est une aire intra-départementale qui comporte 36 communes en Charente-Maritime.
Elle est catégorisée dans les aires de moins de 50 000 habitants, une catégorie qui regroupe 16,5 % de la population de Nouvelle-Aquitaine et 12,2 % au niveau national.

### Carte

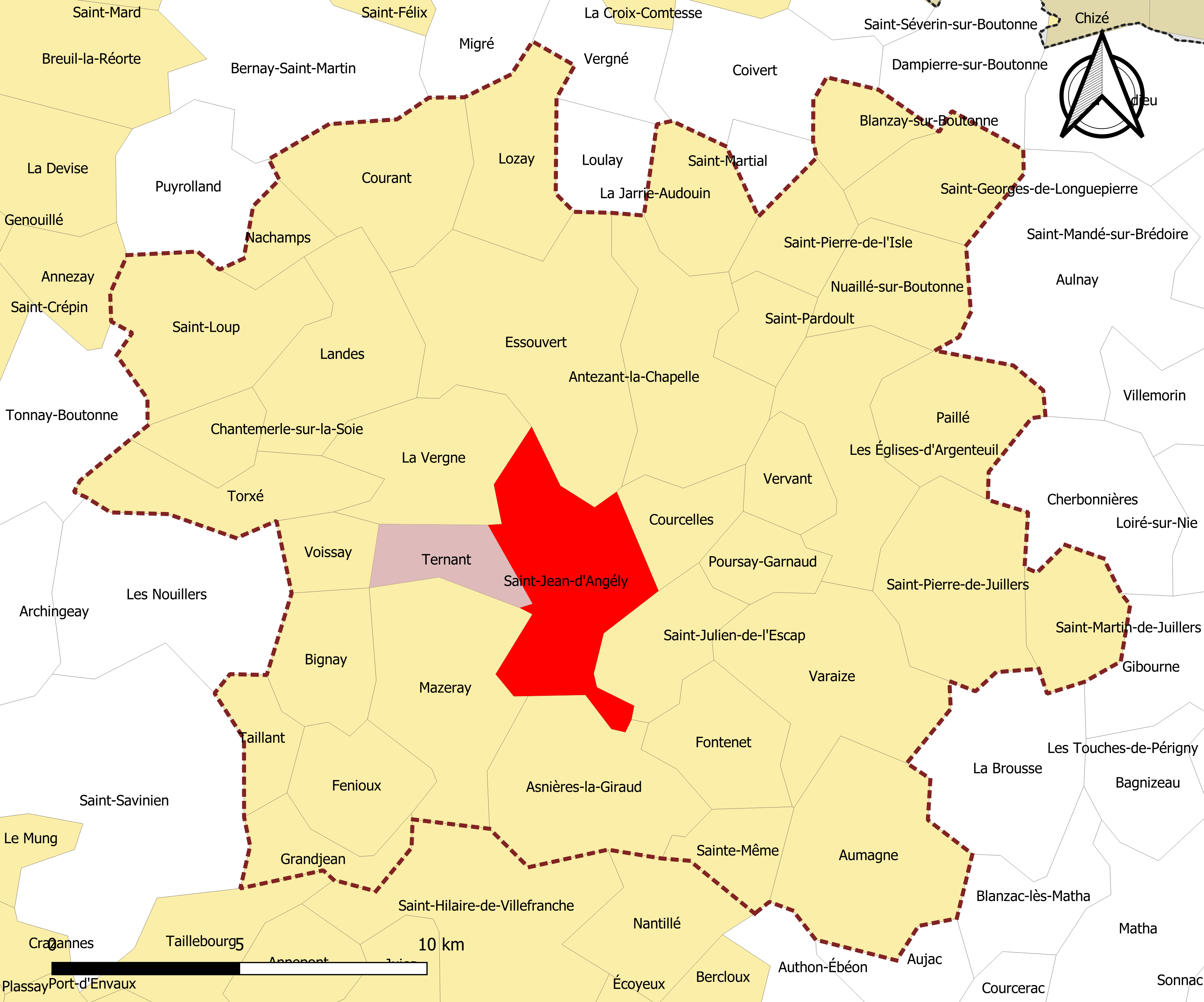
Carte de l'aire d'attraction de Saint-Jean-d'Angély.
Commune-centre
Commune du pôle principal
Commune de la couronne

### Composition communale
| Nom                                  | Code Insee | Département       | Statut                    | Superficie (km2) | Population (dernière pop. légale) | Densité (hab./km2) | Modifier                                    |
| ------------------------------------ | ---------- | ----------------- | ------------------------- | ---------------- | --------------------------------- | ------------------ | ------------------------------------------- |
| Saint-Jean-d'Angély (commune-centre) | 17347      | Charente-Maritime | commune-centre            | 18,78            | 6 679 (2022)                      | 356                | modifier les données · modifier les données |
| Ternant                              | 17440      | Charente-Maritime | commune du pôle principal | 5,61             | 381 (2022)                        | 68                 | modifier les données · modifier les données |
| Antezant-la-Chapelle                 | 17013      | Charente-Maritime | commune de la couronne    | 18,63            | 366 (2022)                        | 20                 | modifier les données · modifier les données |
| Asnières-la-Giraud                   | 17022      | Charente-Maritime | commune de la couronne    | 18,64            | 980 (2022)                        | 53                 | modifier les données · modifier les données |
| Aumagne                              | 17025      | Charente-Maritime | commune de la couronne    | 20,50            | 699 (2022)                        | 34                 | modifier les données · modifier les données |
| Bignay                               | 17046      | Charente-Maritime | commune de la couronne    | 8,73             | 363 (2022)                        | 42                 | modifier les données · modifier les données |
| Blanzay-sur-Boutonne                 | 17049      | Charente-Maritime | commune de la couronne    | 5,75             | 77 (2022)                         | 13                 | modifier les données · modifier les données |
| Chantemerle-sur-la-Soie              | 17087      | Charente-Maritime | commune de la couronne    | 5,72             | 214 (2022)                        | 37                 | modifier les données · modifier les données |
| Courant                              | 17124      | Charente-Maritime | commune de la couronne    | 15,46            | 442 (2022)                        | 29                 | modifier les données · modifier les données |
| Courcelles                           | 17125      | Charente-Maritime | commune de la couronne    | 6,77             | 454 (2022)                        | 67                 | modifier les données · modifier les données |
| Les Églises-d'Argenteuil             | 17150      | Charente-Maritime | commune de la couronne    | 14,29            | 533 (2022)                        | 37                 | modifier les données · modifier les données |
| Fenioux                              | 17157      | Charente-Maritime | commune de la couronne    | 9,36             | 168 (2022)                        | 18                 | modifier les données · modifier les données |
| Fontenet                             | 17165      | Charente-Maritime | commune de la couronne    | 10,27            | 392 (2022)                        | 38                 | modifier les données · modifier les données |
| Grandjean                            | 17181      | Charente-Maritime | commune de la couronne    | 6,10             | 310 (2022)                        | 51                 | modifier les données · modifier les données |
| La Jarrie-Audouin                    | 17195      | Charente-Maritime | commune de la couronne    | 8,41             | 272 (2022)                        | 32                 | modifier les données · modifier les données |
| Landes                               | 17202      | Charente-Maritime | commune de la couronne    | 16,05            | 575 (2022)                        | 36                 | modifier les données · modifier les données |
| Lozay                                | 17213      | Charente-Maritime | commune de la couronne    | 11,85            | 155 (2022)                        | 13                 | modifier les données · modifier les données |
| Mazeray                              | 17226      | Charente-Maritime | commune de la couronne    | 19,38            | 990 (2022)                        | 51                 | modifier les données · modifier les données |
| Nachamps                             | 17254      | Charente-Maritime | commune de la couronne    | 4,18             | 204 (2022)                        | 49                 | modifier les données · modifier les données |
| Paillé                               | 17271      | Charente-Maritime | commune de la couronne    | 12,44            | 327 (2022)                        | 26                 | modifier les données · modifier les données |
| Essouvert                            | 17277      | Charente-Maritime | commune de la couronne    | 30,23            | 1 029 (2022)                      | 34                 | modifier les données · modifier les données |
| Poursay-Garnaud                      | 17288      | Charente-Maritime | commune de la couronne    | 5,22             | 312 (2022)                        | 60                 | modifier les données · modifier les données |
| Rives de Boutonne                    | 17268      | Charente-Maritime |                           | 21,17            | 422 (2022)                        | 20                 | modifier les données · modifier les données |
| Saint-Julien-de-l'Escap              | 17350      | Charente-Maritime | commune de la couronne    | 8,68             | 857 (2022)                        | 99                 | modifier les données · modifier les données |
| Saint-Loup                           | 17356      | Charente-Maritime | commune de la couronne    | 16,42            | 312 (2022)                        | 19                 | modifier les données · modifier les données |
| Saint-Martin-de-Juillers             | 17367      | Charente-Maritime | commune de la couronne    | 8,38             | 152 (2022)                        | 18                 | modifier les données · modifier les données |
| Sainte-Même                          | 17374      | Charente-Maritime | commune de la couronne    | 6,15             | 225 (2022)                        | 37                 | modifier les données · modifier les données |
| Saint-Pardoult                       | 17381      | Charente-Maritime | commune de la couronne    | 5,60             | 214 (2022)                        | 38                 | modifier les données · modifier les données |
| Saint-Pierre-de-Juillers             | 17383      | Charente-Maritime | commune de la couronne    | 17,59            | 347 (2022)                        | 20                 | modifier les données · modifier les données |
| Saint-Pierre-de-l'Isle               | 17384      | Charente-Maritime | commune de la couronne    | 6,43             | 268 (2022)                        | 42                 | modifier les données · modifier les données |
| Taillant                             | 17435      | Charente-Maritime | commune de la couronne    | 4,96             | 191 (2022)                        | 39                 | modifier les données · modifier les données |
| Torxé                                | 17450      | Charente-Maritime | commune de la couronne    | 11,43            | 252 (2022)                        | 22                 | modifier les données · modifier les données |
| Varaize                              | 17459      | Charente-Maritime | commune de la couronne    | 20,48            | 545 (2022)                        | 27                 | modifier les données · modifier les données |
| La Vergne                            | 17465      | Charente-Maritime | commune de la couronne    | 13,97            | 610 (2022)                        | 44                 | modifier les données · modifier les données |
| Vervant                              | 17467      | Charente-Maritime | commune de la couronne    | 5,62             | 244 (2022)                        | 43                 | modifier les données · modifier les données |
| Voissay                              | 17481      | Charente-Maritime | commune de la couronne    | 5,06             | 172 (2022)                        | 34                 | modifier les données · modifier les données |